# Silviana Sfiringu
Silviana Sfiringu (n. 1 septembrie 2004, Medgidia, Constanța, România) este o gimnastă română, medaliată europeană. 